# Società Sportiva Lazio Nuoto 1900
Questa voce raccoglie le informazioni riguardanti la Società Sportiva Lazio Nuoto nelle competizioni della stagione 1900.

## Rosa
| N. |                   | Ruolo | Calciatore       |
| -- | ----------------- | ----- | ---------------- |
|    | Italia (bandiera) |       | Olindo Bitetti   |
|    | Italia (bandiera) |       | Remo Forlivesi   |
|    | Italia (bandiera) |       | Tito Masini      |
|    | Italia (bandiera) |       | Tullio Mestorino |

| N. |                   | Ruolo | Calciatore          |
| -- | ----------------- | ----- | ------------------- |
|    | Italia (bandiera) |       | Romeo Tofini        |
|    | Italia (bandiera) |       | Romano Pizzingrilli |
|    | Italia (bandiera) |       | Guido Ottier        |